# Raphaël Pidoux
Raphaël Pidoux (francès: Raphael Pidoux)  (La Garenne-Colombes, 1967) és un violoncel·lista francès contemporani.
Raphaël Pidoux va començar a estudiar el violoncel amb el seu pare Roland Pidoux. El 1987 va guanyar el primer premi del Conservatori de París a la classe de Philippe Muller. Va perfeccionar les seves habilitats a la Universitat d'Indiana amb János Starker. Com a músic de cambra, va estudiar amb Menahem Pressler i membres del Quartet Amadeus a la "Hochschule für Musik und Tanz Köln". El 1988 va guanyar el concurs internacional de música ARD a Múnic i el tercer premi del concurs internacional Johann Sebastian Bach a Leipzig. Toca amb un violoncel de 1680 de Goffredo Cappa.

## El Trio Wanderer
Raphaël Pidoux va ser el violoncel·lista del "Trio Wanderer" amb el qual va liderar una carrera internacional actuant al "Théâtre des Champs-Élysées", al "Wigmore Hall" de Londres, a la "Herkulessaal" de Múnic, a la "Konzerthaus", a Viena i al "Konzerthaus" de Berlín, el "Concertgebouw" d'Amsterdam, el "Musikverein" de Graz, La Scala de Milà. El Trio Wanderer va actuar als festivals de Salzburg, Edimburg, Montreux, Feldkirch, Schleswig Holstein, Stresa, Osaka, però també al Festival de La Roque-d'Anthéron, a "La Folle Journée" de Nantes.
El Trio Wanderer tocava sota la direcció de Yehudi Menuhin, Christopher Hogwood, Charles Dutoit i James Conlon, amb l'Orquestra Nacional de França, l'Orchestre Philharmonique de Radio-France, l'Orchestre nacional d'Île-de-França, Niça, Pays de Loire, Montpeller, Tenerife i La Corunya, el "Deutsches Symphonie-Orchester" de Berlín, la Sinfonia de Varsòvia, l'Orchestre de "Grazer Philharmoniker", l'Orquestra de Cambra d'Estocolm, l'Orquestra Gürzenich de Colònia i també amb els cantants i solistes; Wolfgang Holzmair, François Leleux, Paul Meyer, Pascal Moragues, Antoine Tamestit…Finalment, el Trio Wanderer va guanyar tres "Victoires" de la musique classique el 1997, 2000 i 2008.

## Música de cambra
La música de cambra és una part important de la seva carrera. Actua sol o en companyia de Christophe Coin i l'"Ensemble baroque de Limoges", Emmanuel Pahud, Raphaël Oleg, els quartets Manfred, Modigliani, Mosaïques, l'orquestra "Les Siècles" liderada per François-Xavier Roth.
El 2008, Pidoux va ser un dels cofundadors de les "Violoncelles français" octet amb Emmanuelle Bertrand, Éric-Maria Couturier, Emmanuel Gaugué, Xavier Phillips, Roland Pidoux, Nadine Pierre i François Salque.

## Ensenyament i pedagogia
Des de setembre del 2014, Raphael Pidoux ha estat ensenyant al Conservatori de París on va succeir a Philippe Muller.
Va ser membre de jurats del Conservatori de París i del Conservatori Superior Superior de Música i Dansa de Lió, de jurats internacionals com el Concurs Internacional de Música ARD de Múnic (disciplina violoncel i trio amb piano), Concurs Internacional de Graz (trio de disciplina) amb piano). Ha estat convidat a classes magistrals a la Universitat de Seül, al Conservatori de Madrid, a la Universitat Toho de Tòquio (per invitació de Tsuyoshi Tsutsumi).
Des de 2009, ha estat vicepresident dels "Talents d'associació i Violoncelles," l'objectiu és donar instruments a violoncel·listes joves d'origen modest. L'associació reuneix luthiers, donants i joves virtuosos: dona suport tant a la creació de violoncels com a la gran tradició de la lutherie francesa i als joves músics, sovint privats de bons instruments. Aquesta iniciativa ha estat ben rebuda per la premsa musical.
El 2010 va crear la Biennal "VioloncellEnSeine", de la qual és director artístic, organitzat per la "Association française du Violoncelle". Durant l'edició del 2010, es va celebrar un concurs internacional de producció de violí i tir amb arc, un concurs nacional de joves violoncel·listes de 8/16 anys, concerts oberts, col·loqui, exposicions. La segona edició va tenir lloc el 2012. La tercera edició va tenir lloc del 12 al 14 de desembre de 2014 al RRC de París.